# Благодатне (Харківський район)
Благодатне — село в Україні, у Вільхівській сільській громаді Харківського району Харківської області. Населення становить 228 осіб. До 2020 орган місцевого самоврядування — Вільхівська сільська рада.

## Географії
Село Благодатне розташоване за 3 км від річки Роганка (правий берег). На відстані 1 км розташоване селище Зернове, за 3 км села Заїки та Вільхівка, за 4 км місто Харків. За 2 км проходить автомобільна дорога М03 (E40).

## Історія
1761 року під керівництвом Якима Порібняка побудовано Введенську церкву в стилі лиманської архітектурної школи. До нашого церква не збереглась.
У 19 столітті на місці села був хутір «Артомонов».
У 1940-х роках той хутір називався «Артамонов»
До 2016 року село мало назву Артемівка.
12 червня 2020 року, розпорядженням Кабінету Міністрів України № 725-р «Про визначення адміністративних центрів та затвердження територій територіальних громад Харківської області», увійшло до складу Вільхівської сільської громади.
19 липня 2020 року, в результаті адміністративно-територіальної реформи та ліквідації Харківського району(1923—2020), село увійшло до складу новоутвореного Харківського району.

## Населення

### Мова
Розподіл населення за рідною мовою за даними перепису 2001 року:
| Мова            | Кількість | Відсоток |
| --------------- | --------- | -------- |
| українська      | 183       | 80.26%   |
| російська       | 28        | 12.28%   |
| білоруська      | 1         | 0.44%    |
| інші/не вказали | 16        | 7.02%    |
| Усього          | 228       | 100%     |

## Відомі люди
Народився Сергій Едуардович Борткевич (28 лютого 1887— †25 жовтня 1952, Відень) — український композитор, піаніст та педагог у вигнанні.